# Macrobiotus dariae
Macrobiotus dariae är en djurart som tillhör fylumet trögkrypare, och som beskrevs av Giovanni Pilato och Bertolani 2004. Macrobiotus dariae ingår i släktet Macrobiotus och familjen Macrobiotidae. Inga underarter finns listade i Catalogue of Life.